# 詔安厝
詔安厝，是臺灣臺南市白河區的一個傳統地域名稱，位於該區西北部但非最西北端。相較於今日行政區，其範圍大致為廣蓮里東北部及東南部、詔豐里北部東半側凸出部分，以及因八掌溪河道變遷而劃出縣界的嘉義縣水上鄉溪洲村東南端。

## 歷史
台灣日治初期，詔安厝地區為一（舊制）街庄，稱為「詔安厝庄」，隸屬於下茄苳北堡。昔日該庄西北隔八奬溪（今八掌溪）與外溪洲庄為界，東北及東隔八奬溪支流（頭前溪）分別與番仔藔庄、馬稠庄為界，南邊為海豐厝庄，西邊為土溝庄、蓮潭庄。
1901年（日治明治三十四年）11月，全台設置二十廳，該庄隸屬於鹽水港廳。1903年（明治三十六年）6月，該庄編入「海豐厝區」，隸屬於鹽水港廳。1909年（明治四十二年）10月，合併二十廳為十二廳，海豐厝區改隸屬於嘉義廳。1920年（大正九年），廢十二廳改設五州二廳，該庄改制為「詔安厝」大字，隸屬於臺南州新營郡白河庄（新制街庄）。1943年10月，白河庄升格為白河街。
戰後白河街改制為白河鎮，隸屬於臺南縣，大字亦改制為里。1950年雲、嘉、南分治，白河鎮仍隸屬於臺南縣。2010年12月25日，因臺南縣市合併為直轄市臺南市，白河鎮改制為白河區。

## 聚落
本地區發展較早的聚落有詔安厝、埤斗仔、外枋仔林、三角潭、北埔等，在日治期初期的官方地圖上已有記載。

## 交通
區道南86線是詔安厝至內角的道路。
區道南88線是嘉田至海豐厝的道路。
區道南89線是三角潭至白河的道路，北端可銜接嘉義縣鄉道嘉137線以通往番子寮。
區道南89-1線是三角潭至枋子林的道路。